# Bezirk Kamionka Strumiłowa

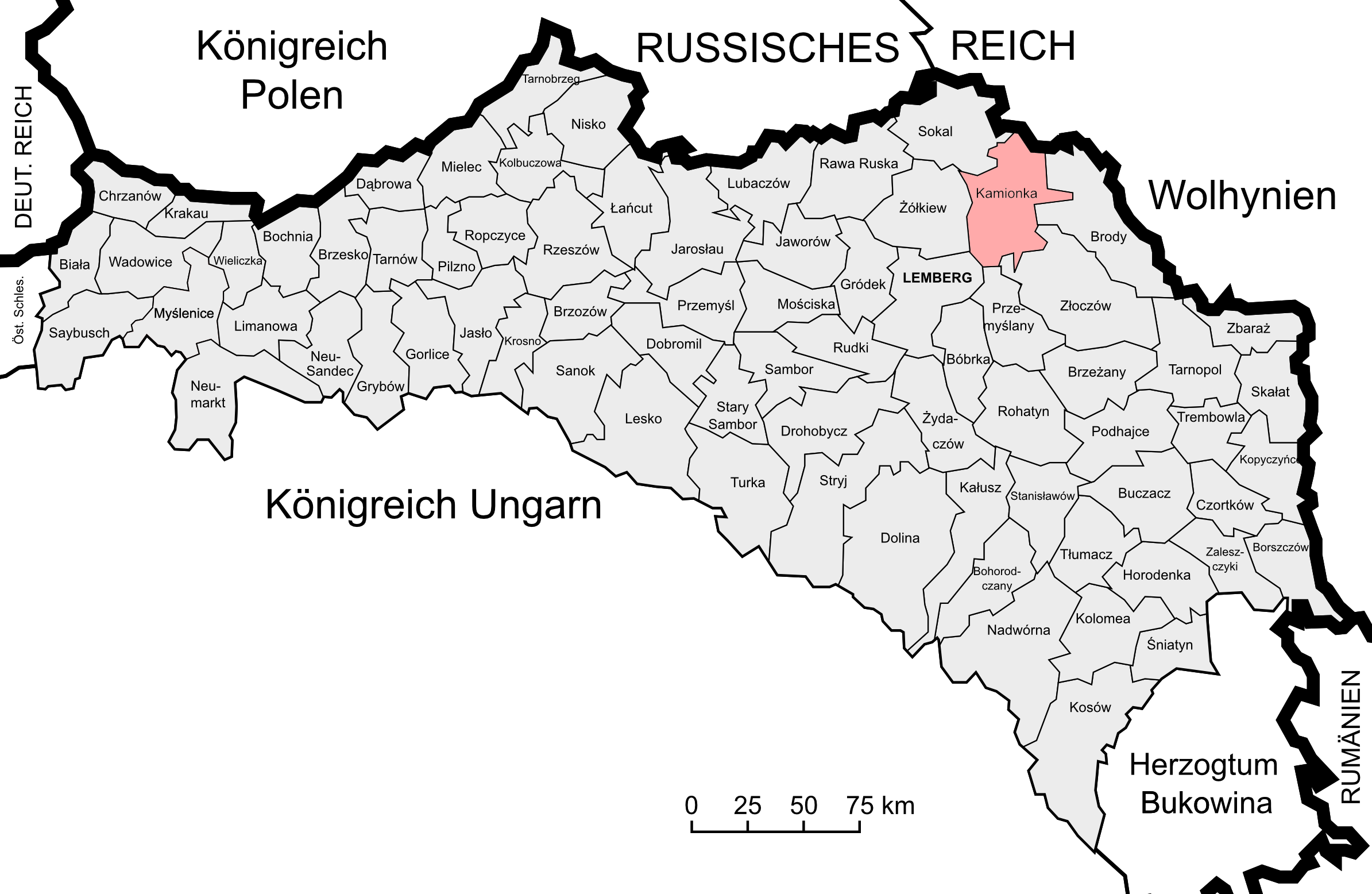
Lage des Bezirks Kamionka Strumiłowa im Kronland Galizien und Lodomerien

Der Bezirk Kamionka Strumiłowa war ein politischer Bezirk im Kronland Galizien und Lodomerien. Sein Gebiet umfasste Teile Ostgaliziens in der heutigen Westukraine (Oblast Lwiw, Rajon Kamjanka-Buska sowie Rajon Radechiw und Rajon Busk). Sitz der Bezirkshauptmannschaft war die Stadt Kamionka Strumiłowa. Im November 1918 war der Bezirk nach dem Zusammenbruch der Donaumonarchie am Ende des Ersten Weltkriegs kurzzeitig Teil der Westukrainischen Volksrepublik.
Er grenzte im Norden an den Bezirk Sokal, im Nordosten an den Bezirk Radziechów, im Osten an den Bezirk Brody, im Südosten an den Bezirk Złoczów, im Süden an Bezirk Przemyślany, im Südwesten an den Bezirk Lemberg sowie im Westen an den Bezirk Żółkiew.

## Geschichte
Nachdem die Kreisämter Ende Oktober 1865 abgeschafft wurden und deren Kompetenzen auf die Bezirksämter übergingen, schuf man nach dem Österreichisch-Ungarischen Ausgleich 1867 auch die Einteilung des Landes in zwei Verwaltungsgebiete ab. Zudem kam es im Zuge der Trennung der politischen von der judikativen Verwaltung zur Schaffung von getrennten Verwaltungs- und Justizbehörden. Während die gerichtliche Einteilung weitgehend unberührt blieb, fasste man Gemeinden mehrerer Gerichtsbezirke zu Verwaltungsbezirken zusammen.
Der neue politische Bezirk Kamionka Strumiłowa wurde aus folgenden Bezirken gebildet:
- Bezirk Kamionka Strumiłowa (mit 25 Gemeinden)
- Bezirk Radziechów (mit 26 Gemeinden)
- Bezirk Busk (mit 31 Gemeinden)
- Teilen des Bezirks Łopatyn (Gemeinden Kulików, Niemilów)

Der Bezirk Kamionka Strumiłowa bestand bei der Volkszählung 1910 aus 113 Gemeinden sowie 62 Gutsgebieten und umfasste eine Fläche von 1521 km². Hatte die Bevölkerung 1900 noch 104.094 Menschen umfasst, so lebten hier 1910 115.316 Menschen. Auf dem Gebiet lebten dabei mehrheitlich Menschen mit ruthenischer Umgangssprache (58 %) und griechisch-katholischem Glauben, Juden machten rund 13 % der Bevölkerung aus.
Am 1. Januar 1912 wurde der Gerichtsbezirk Radziechów aus dem Bezirk ausgegliedert und dem neu geschaffenen politischen Bezirk Radziechów angeschlossen.

## Ortschaften
Auf dem Gebiet des Bezirks bestanden 1910 Bezirksgerichte in Busk, Kamionka Strumiłowa und Radziechów, diesen waren folgende Orte zugeordnet:
Gerichtsbezirk Busk:
- Adamy
- Banunin
- Stadt Busk
- Chreniów
- Czanyż
- Dziedziłów
- Grabowa
- Humniska
- Huta Połoniecka
- Jabłonówka
- Kędzierzawce
- Kozłow bestehend aus den Ortsteilen Duniów, Kozłow und Woronówka
- Kupcze
- Lanerówka bestehend aus den Ortsteilen Lanerówka und Ostapkowce
- Lisko
- Maziarnia Wawrzkowa
- Milatyn Nowy
- Milatyn Stary
- Niesłuchów
- Nieznanów
- Nowosiółki Liskie
- Ostrów
- Pobużany
- Połoniczna
- Rakobuty
- Rusiłów
- Rzepniów
- Sokole
- Ubinie
- Wierzblany
- Wolica Derewlańska
- Żuratyn

Gerichtsbezirk Kamionka Strumiłowa:
- Berbeki
- Budki Nieznanowskie
- Derewlany
- Dernów
- Deutsch Łany
- Markt Dobrotwór
- Horpin
- Jagonia
- Jakimów
- Jamne
- Jazienica Polska
- Jazienica Ruska bestehend aus den Ortsteilen Jazienica Ruska und Maziarnia Kamionecka
- Stadt Kamionka Strumiłowa
- Krzywulanka
- Łany Polskie
- Łapajówka
- Nahorce Małe bestehend aus den Ortsteilen Łodyna Nowa und Nahorce Małe
- Obydów
- Podzamcze
- Ruda Sielecka
- Sapieżanka
- Sielec Bieńków
- Sokołów
- Spas
- Streptów
- Stryhanka
- Tadanie
- Wyrów
- Żelechów Mały
- Żelechów Wielki

Gerichtsbezirk Radziechów:
- Markt Chołojów
- Dmytrów
- Hanunin
- Józefów
- Krzywe
- Kulików
- Majdan Stary bestehend aus den Ortsteilen Huta Stara, Majdan Stary, Pustelniki und Wyrki
- Mierów
- Manastyrek bestehend aus den Ortsteilen Majdan Nowy und Monastyrek
- Mukanie
- Niemiłów
- Niestanice
- Niwice
- Ohladów
- Opłucko bestehend aus den Ortsteilen Huta Szklanna und Opłucko
- Ordów
- Pawłów
- Peratyn.
- Płowe
- Markt Radziechów
- Romanówka
- Sabinówka
- Sienków, bestehend aus den Ortsteilen Dąbrowa und Sienków
- Środopolce
- Stanin
- Markt Stojanów
- Suszno bestehend aus den Ortsteilen Heinrichsdorf, Kempa, Suszno, Tobołów und Zabawa
- Tetewczyce
- Markt Witków Nowy
- Witków Stary
- Wolica Baryłowa bestehend aus den Ortsteilen Korczówka, Wolica Baryłowa und Zielona
- Wulka Suszańska